# زوران ماميتش
زوران ماميتش (بالكرواتية: Zoran Mamić) مدرب كرواتي (ولد في 30 سبتمبر 1971).

## مسيرته الإحترافية
لاعب كرة قدم سابق المنتخب الكرواتي لكرة القدم ومثل منتخب كرواتيا في كأس العالم 1998 في فرنسا، ولعب في بداياته مع دينامو زغرب الكرواتي وبعدها لعب لعدة أندية ألمانية أبرزها بوخوم وباير ليفركوزن وعاد في عام 2005 إلى نادي دينامو زغرب واعتزل في عام 2007

## مسيرته التدريبية
بدأ مسيرته التدريبية في عام 2013 مع نادي دينامو زغرب وحقق معهم 3 بطولات متتالية للدوري الكرواتي وبطولتين كأس خلال 3 مواسم فقط وقع عقد تدريبي مع نادي النصر السعودي.
درب نادي العين الإماراتي، بعد ذلك وقع عقدًا في 2019 مع نادي الهلال السعودي.